# Risco
Risco è un comune spagnolo di 214 abitanti situato nella comunità autonoma dell'Estremadura.